# Poète... vos papiers !
Poète... vos papiers ! est à la fois le titre du premier recueil de poésies de Léo Ferré publié chez l'éditeur La Table Ronde (1957), celui d'un disque 33 tours 30 cm publié chez Odeon présentant une sélection de poèmes dudit recueil (1956), et celui d'une chanson de Ferré publiée sur le premier volume de l'album Amour Anarchie en 1970.

## Le livre

### Historique des éditions papier
- Première édition : La Table Ronde, 1957
- Deuxième édition : La Table Ronde, 1971
- Troisième édition : Gallimard, coll. « Folio », n° 926, 1977
- Quatrième édition : Gallimard, coll. « Folio », n° 926, 1987
- Cinquième édition : Édition n° 1, 1994
- Sixième édition : Points, 2013
- Septième édition : Gallimard-La Mémoire et la Mer, 2013[1]

### Mises en chanson

#### Par Léo Ferré
Huit poèmes (neuf si l'on compte « Dieu est nègre ») ont été mis en musique et enregistrés avant la publication du recueil. Ferré revient puiser à cette matière à la fin des années 60, puis durant les années 80 et jusqu'à la fin de sa vie.
| Titre                                          | Date d'enregistrement | Album                                                | Remarques |
| ---------------------------------------------- | --------------------- | ---------------------------------------------------- | --- |
| L'Opéra du ciel                                | (date incertaine)     | La Vie d'artiste (1998)                              | Léo Ferré en donne par ailleurs une interprétation à la radio en 1957, seul autre enregistrement répertorié de cette chanson. |
| Paris                                          | 1947 1990             | La Vie d'Artiste (1998) Les Vieux Copains            | L'enregistrement de 1947 est une version très tronquée du poème, interprétée à la radiodiffusion française. Ferré enregistre bien plus tard une version complète du texte avec une musique différente sous le titre « L'Europe s'ennuyait ». |
| La Femme adultère                              | 1950                  | La Vie d'artiste (1998)                              | Chanson enregistrée pour le label Le Chant du Monde mais jamais diffusée et restée inédite jusqu'en 1998. Texte dit, avec de légères modifications, par Jean Gabin dans De sac et de cordes, diffusé à la radio en 1951.                     |
| La Grande Vie                                  | 1955                  | Le Guinche                                           | |
| Ma Vieille Branche                             | 1955                  | Le Guinche                                           | |
| L'Amour                                        | 1955                  | Le Guinche                                           | Chanson prisée des surréalistes. Le texte est publié en 1956 (avant la publication du recueil de Ferré) par Benjamin Péret dans son Anthologie de l'amour sublime et par André Breton dans sa revue Le surréalisme, même.                    |
| Les Copains d' la neuille                      | 1956 1958             | Poète... vos papiers ! Encore du Léo Ferré           | Dans la première version, Ferré est accompagné à la guitare par Barthélémy Rosso. |
| L'Été s'en fout                                | 1956 1958             | Poète... vos papiers ! Encore du Léo Ferré           | Idem |
| Dieu est nègre                                 | 1958                  | Encore du Léo Ferré                                  | Chanson créée en 1955 par Juliette Gréco sur la scène de l'Olympia. |
| Alceste                                        | 1966                  | (inédit)                                             | Poème mis au programme du récital à Bobino en 1966 et jamais enregistré en studio par Ferré. |
| Madame la misère                               | 1969                  | L'Été 68                                             | |
| À toi                                          | 1969                  | L'Été 68                                             | |
| Le Testament                                   | 1969                  | L'Été 68                                             | |
| Poète, vos papiers ! et Art poétique           | 1970                  | Amour Anarchie                                       | L'assemblage de ces deux poèmes constitue la chanson « Poète, vos papiers ! ». |
| Le Crachat                                     | 1970                  | Amour Anarchie                                       | |
| Psaume 151                                     | 1970                  | Amour Anarchie                                       | Pour l'enregistrement, Ferré ajoute une nouvelle strophe à la fin du poème. |
| Das Kapital, Sous le ban et Les Passantes      | 1970                  | Amour Anarchie                                       | L'assemblage de ces trois poèmes constitue la chanson « Les Passantes ». |
| Versifications                                 | 1971                  | La Solitude : intégrale 1968-1974 (2021)             | Poème chanté sur scène au Palais de la Mutualité en 1971 et jamais enregistré en studio par Ferré. |
| « Dodo la boule en Australie y'a des moutons » | 1971                  | La Solitude : intégrale 1968-1974 (2021)             | Rebaptisé « Il y a », ce poème chanté sur scène au Palais de la Mutualité en 1971 n'a jamais été enregistré en studio par Ferré. |
| Préface                                        | 1973                  | Il n'y a plus rien                                   | Il s'agit d'une réduction de la préface (en prose) du recueil. |
| La Sorgue                                      | 1982 1983             | Ludwig-L'imaginaire-Le bateau ivre L'Opéra du pauvre | La version de 1983 propose un accompagnement musical et un ordre strophique différents. |
| Les Morts qui vivent                           | 1986                  | On n'est pas sérieux quand on a dix-sept ans         | |
| Le Sommeil du juste                            | 1986                  | On n'est pas sérieux quand on a dix-sept ans         | Pour l'enregistrement, Ferré insère quatre vers supplémentaires tirés du poème « De cogitationæ maquarellis », extrait du même recueil. |
| Visa pour l'Amérique                           | 1986                  | On n'est pas sérieux quand on a dix-sept ans         | Pour habiller ce poème, Ferré reprend telle quelle une musique présente dans L'Opéra du pauvre |
| Le Faux Poète                                  | 1986                  | On n'est pas sérieux quand on a dix-sept ans         | Idem |
| Le Plus Beau Concerto                          | 1992                  | (inédit)                                             | Poème chanté sur scène en 1992 et jamais enregistré en studio par Ferré. |
| L'Homme lyrique                                | 1992                  | (inédit)                                             | Idem |
| Monsieur le poète untel                        | 1992                  | (inédit)                                             | Idem |

#### Par d'autres musiciens et interprètes
En 2003, le duo Les Faux Bijoux crée au disque la chanson « Complainte pour Popaul » d'après la partition laissée par Ferré (et datée de 1952).
En 2007, le musicien de jazz Yves Rousseau enregistre, avec son quartet et les chanteuses Claudia Solal et Jeanne Added, un album éponyme exclusivement consacré au recueil de Léo Ferré. Il reprend certains textes déjà mis en musique par Ferré (« Préface », « Poète, vos papiers ! », « Madame la Misère », « Les morts qui vivent », « L'été s'en fout », « À toi », « L'Amour » et « Le Testament ») et crée ses propres mélodies pour les poèmes suivants :
- « La Muse en carte »
- « Le Plus Beau Concerto »
- « Où va cet univers ? »
- « Tête-à-tête »
- « Tristesse de Paris »
- « Le Mannequin »
- « Les Cinéastes »
- « À un prochain cadavre »

## L'album
Albums de Madeleine Ferré et Léo Ferré
Le Guinche
(1955) Les Fleurs du mal
(1957)
Le disque, paru chez Odeon, rassemble 15 poèmes de Léo Ferré. À l'exception de deux d'entre eux, mis en musique et interprétés par l'auteur, tous sont dits par son épouse, Madeleine Rabereau-Ferré. 
Chaque poésie est introduite par un court texte de Ferré. Certains titres bénéficient d'un accompagnement musical minimaliste, s'agrémentant des motifs à la guitare de Barthélémy Rosso ou d'un accompagnement au piano par Ferré lui-même.
- L'Arlequin
- Tristesse de Paris
- L'Opéra du ciel
- Les morts qui vivent
- Le Hibou de Paris
- Tête-à-tête
- À toi
- L'été s'en fout (chant : Léo Ferré)
- Le Crachat
- La Sorgue
- Les Copains d'la Neuille (chant : Léo Ferré)
- Visa pour l'Amérique
- Angleterre
- Paris
- Le Testament